# عمري غلازر
عمري غلازر (بالعبرية: עומרי גלזר‏) هو لاعب كرة قدم إسرائيلي في مركز حراسة المرمى، ولد في 11 مارس 1996 في تل أبيب في إسرائيل. لعب مع مكابي حيفا.

## وصلات خارجية
- عمري غلازر على موقع الاتحاد الأوربي (الإنجليزية)
- عمري غلازر على موقع إي إس بي إن إف سي (الإنجليزية)
- عمري غلازر على موقع قاعدة بيانات كرة القدم.إي يو (الإنجليزية)
- عمري غلازر على موقع بيانات كرة القدم. دي إي (الألمانية)
- عمري غلازر على موقع ناشيونال فوتبول تيمز (الإنجليزية)
- عمري غلازر على موقع Soccerbase.com (لاعب) (الإنجليزية)
- عمري غلازر على موقع Soccerway.com (الإنجليزية)
- عمري غلازر على موقع عالم كرة القدم.نت (الإنجليزية)